# أفلا أو كنس آيت وانكيضا (إد أو ڭوڭمار)
أفلا أو كنس آيت وانكيضا هي إحدى مشيخات المملكة المغربية، تتبع جغرافيا لإقليم تيزنيت وإداريًا لإد أو ڭوڭمار. يقدر عدد سكانها بـ 4084 نسمة حسب الإحصاء الرسمي للسكان والسكنى لسنة 2004.